# Ikbal
Ikbal (en turco otomano: اقبال‎) era el título otorgado a la consorte imperial del sultán del Imperio Otomano, que venía por debajo del rango de kadın.

## Etimología
La palabra ikbal (اقبال) es una palabra árabe que significa buena fortuna, o suerte. Los historiadores lo han traducido como 'afortunado' o 'favorito'.

## Rangos y títulos
Una ikbal era una consorte titulada, y reconocida como tal por el sultán. El número de ikbals era variado. Fueron clasificadas como baş ikbal ('ikbal mayor, favorita mayor, afortunada mayor'), ikinci ikbal ('segunda ikbal, segunda favorita, segunda afortunada'), üçüncü ikbal ('tercera ikbal, tercera favorita, tercera afortunada'), dördüncü ikbal ('cuarta ikbal, cuarta favorita, cuarta afortunada'), y así sucesivamente, según el orden en que habían llamado la atención del sultán, y elevadas a esa posición.
Las ikbals por lo general llevan a cabo los títulos de prefijo de iffetlü ('honesta, virtuosa'), e ismetlü ('la virtuosa'), y los títulos de sufijo de hanım, hatun, y kadın.

## Estado

### Siglo dieciocho
El rango apareció por primera vez a finales del siglo XVII, durante el reinado del sultán Mustafa II (que reinó entre 1695 y 1703). Dos sultanes del siglo XVIII, Mahmud I (reinó de 1730 a 1754) y Mustafa III (reinó de 1757 a 1773), también tenían ikbals.
Sin embargo, en el siglo XVIII, las ikbals ostentaban el título de kalfa, que significa 'maestra ayudante, señora'. Esto sugiere que en ese momento eran elegibles para ambos tipos de carreras de harén de alto nivel. También aparecían en la lista de cariyes, que no incluía las kadıns del sultán, o la ketkhüda kadın, o daye hatun, enfatiza su identidad como parte del hogar más que como familia en el siglo XVIII. En el siglo XIX el término kalfa parece haber sido utilizado exclusivamente por miembros del personal doméstico.
En el siglo XVIII, las ikbals tenían sirvientes personales, y se les pagaba 250 kuruş cada tres meses.

### sigloXIX
Esta tradición de tomar ikbals continuó hasta el siglo XIX. Las ikbals fueron elegidas entre las gediklis. Cada ikbal tuvo su "turno de noche" (nöbet gecesi). Su estipendio fue de 20.000 kuruş. Tenían sirvientes personales. Como la ropa reflejaba las posiciones de una mujer en la jerarquía del harén, las ikbals vestían ricas telas y en invierno usaban vestidos rellenos, lo que era indicativo de su alto estatus.
Cada ikbal residía en su propio apartamento, o, a veces, en quioscos aislados. En el siglo XIX tenían dos habitaciones en el segundo piso del palacio, una que daba al estrecho del Bósforo y servía de salón, y la otra daba a los jardines del palacio y servía de dormitorio. Los sultanes iban a visitar una ikbal a su morada si estaba enferma o si tenía hijos.
Aunque anteriormente se pensaba que después que una ikbal quedaba embarazada, era ascendida al rango de kadın, este no era el caso. Ella solo podía tomar la posición de las kadınes si una de las kadınes había fallecido o estaba divorciada. Si surgiera una vacante entre las kadınes, la ikbal mayor era elevada al estado de kadın. Tras la muerte de un sultán, cualquiera de sus ikbals que no había tenido un hijo o que había tenido un hijo que luego había muerto, era casada con un estadista. Las demás se retiraban al Palacio Viejo.
Las ikbals estaban sujetas a la misma ley de herencia que las demás mujeres del harén. Sin embargo, solían ser enterradas en lugares de honor.

## Ikbals de renombre
Las consortes imperiales que tradicionalmente se llamaban ikbal son:
- Nükhetsezâ Hanım (1827–1850), esposa del sultán Abdulmejid I
- Navekmisal Hanım (1827–1854), esposa del sultán Abdulmejid I
- Şayeste Hanım (1836-1912), esposa del sultán Abdulmejid I
- Serfiraz Hanım (1837-1905), esposa del sultán Abdulmejid I
- Müşfika Kadın (1867-1961), esposa del sultán Abdul Hamid II
- Peyveste Hanım (1873-1943), esposa del sultán Abdul Hamid II
- Fatma Pesend Hanım (1876-1928), esposa del sultán Abdul Hamid II
- Behice Hanım (1882-1969), esposa del sultán Abdul Hamid II
- Nevvare Hanım (1901-1992), esposa del sultán Mehmed VI
- Nevzad Hanım (1902-1992), esposa del sultán Mehmed VI